# Лейн (округ, Орегон)
Шаблон:StateAbbr_ 43°57′ пн. ш. 122°53′ зх. д. / 43.95° пн. ш. 122.88° зх. д.
Округ Лейн (англ. Lane County) — округ (графство) у штаті Орегон, США. Ідентифікатор округу 41039.

## Історія
Округ утворений 1851 року.

## Демографія
За даними перепису
2000 року
загальне населення округу становило 322959 осіб, зокрема міського населення було 260514, а сільського — 62445.
Серед мешканців округу чоловіків було 158941, а жінок — 164018. В окрузі було 130453 домогосподарства, 82180 родин, які мешкали в 138946 будинках.
Середній розмір родини становив 2,92.
Віковий розподіл населення поданий у таблиці:
| Стать    | До 15 років | 15-21 | 22-29 | 30-39 | 40-49 | 50-65 | 65-85 | Понад 85 |
| -------- | ----------- | ----- | ----- | ----- | ----- | ----- | ----- | -------- |
| Чоловіки | 30844       | 18393 | 19370 | 21565 | 24748 | 25881 | 16360 | 1780     |
| Жінки    | 29481       | 18369 | 17609 | 21259 | 26148 | 26338 | 21041 | 3773     |

## Суміжні округи
- Бентон — північ
- Линн — північний схід
- Дешутс — схід
- Клемет — південний схід
- Дуглас — південь
- Лінкольн — північний захід

## Виноски
1. ↑  U.S. Decennial Census. United States Census Bureau. Архів оригіналу за 26 квітня 2015. Процитовано 26 лютого 2015.
2. ↑  Historical Census Browser. University of Virginia Library. Архів оригіналу за 11 серпня 2012. Процитовано 26 лютого 2015.
3. ↑  Forstall, Richard L., ред. (27 березня 1995). Population of Counties by Decennial Census: 1900 to 1990. United States Census Bureau. Архів оригіналу за 19 лютого 2015. Процитовано 26 лютого 2015.
4. ↑  Census 2000 PHC-T-4. Ranking Tables for Counties: 1990 and 2000 (PDF). United States Census Bureau. 2 квітня 2001. Архів оригіналу (PDF) за 18 грудня 2014. Процитовано 26 лютого 2015.
5. ↑  State & County QuickFacts. United States Census Bureau. Архів оригіналу за 20 червня 2011. Процитовано 15 листопада 2013.(англ.) Наведено за англійською вікіпедією.
6. ↑  American FactFinder. Бюро перепису населення США. Архів оригіналу за 26 лютого 2012. Процитовано 31 січня 2008.

| США | Це незавершена стаття з географії США. Ви можете допомогти проєкту, виправивши або дописавши її. |